# Морська біологічна асоціація Сполученого Королівства
Морська біологічна асоціація Сполученого Королівства (англ. Marine Biological Association of the United Kingdom; MBA) — наукове товариство, яке проводить дослідження в галузі морської біології. Організація була заснована в 1884 році і базується в Плімуті з моменту відкриття лабораторії Citadel Hill 30 червня 1888 року.
MBA також є домом для Національної морської біологічної бібліотеки, колекції якої охоплюють морські біологічні науки та курують історичні колекції. У 2013 році МВА було надано королівську хартію на знак визнання наукової переваги МВА у своїй галузі.

## Історія

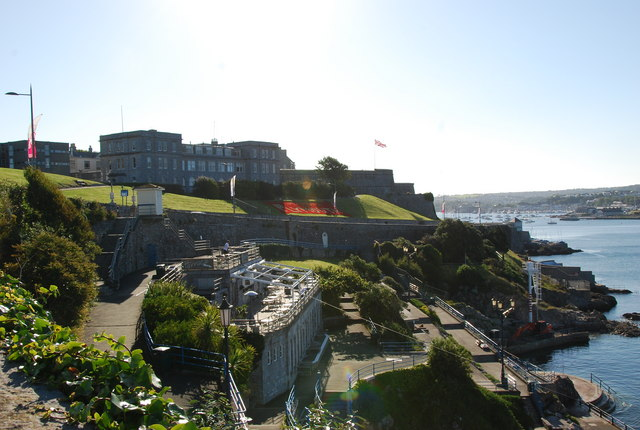
Лабораторія Citadel Hill (у центрі ліворуч), поруч із Королівською цитаделлю.

У 1866 році Королівська комісія з морського рибальства, до складу якої входив професор Томас Генрі Гакслі, повідомила, що побоювання щодо надмірної експлуатації морського рибальства були безпідставними. Вони рекомендували скасувати існуючі закони, що регулюють рибальські угіддя та закриті сезони. Проте збільшення розміру та кількості рибальських суден викликало публічне занепокоєння, і з усіх частин Великої Британії надходили повідомлення про дефіцит певних видів риби. Це занепокоєння було висловлено на Міжнародній рибальській виставці в Лондоні в 1883 році, в якій взяли участь багато провідних вчених того часу. Тим не менш, у своїй вступній промові Гакслі відхилив повідомлення про дефіцит риби та повторив погляди Королівської комісії 1866 року. Він заявив, що з існуючими методами рибальства неможливо уявити, що великий морський промисел таких риб як тріска (Gadus morhua), оселедець (Clupea harengus) і скумбрія (Scomber scombrus), може колись бути вичерпаний.
Багато хто з присутніх представників науки і торгівлі мали інші погляди. Їхні погляди були висунуті Едвіном Реєм Ланкестером. Він зазначив, що «було б помилково припускати, що місце риби, вилученої з конкретного місця промислу, негайно займає частина риби, яка настільки велика в порівнянні з хижаками людини, що може здійснювати свої операції в цьому місці… Навпаки, є докази того, що зграйна риба, як-от оселедець, скумбрія та сардина (Sardina pilchardus), а також донна риба, як-от камбала та інша плоска риба, справді локалізовані, якщо людина видаляє велику частку цієї риби з районів, які вони населяють, природний баланс порушується, і головним чином у тому, що стосується репродукції молоді». Під час цієї майстерної промови він продовжив розвиток цієї теми і завершив закликом до формування товариства, яке б сприяло вивченню морського життя, як з огляду на науковий інтерес, так і через потребу знати більше про історію життя і місця проживання харчових риб. Професор Ланкестер передбачав, що таке товариство побудує лабораторію поблизу узбережжя, у будівлі з акваріумами та апаратами для циркуляції морської води, а головне, з лабораторними приміщеннями для вчених. На звернення відгукнулася група видатних вчених, які вирішили створити товариство і побудувати лабораторію на британському узбережжі.
Комітет, сформований на Міжнародній виставці рибальства 1883 року, вирішив вжити заходів для створення Британської морської лабораторії, ініціатива, яка зрештою призвела до створення Морської біологічної асоціації та будівництва лабораторії в Плімуті. Засновниками товариства стали:
- Сер Джон Лаббок (пізніше лорд Ейвбері)
- Філіп Склейтер, секретар Зоологічного товариства Лондона
- Френсіс Джеффрі Белл, професор зоології в Кінгс-коледжі Лондона
- Майкл Фостер, професор фізіології Кембриджського університету
- Джон Бердон-Сандерсон, професор фізіології Оксфордського університету
- Вільям Генрі Флавер
- Джодж Романес, секретар Товариства Ліннея
- Адам Седжвік, Трініті-коледж, Кембридж
- Генрі Ноттідж Мозлі, професор анатомії Лінакра в Оксфордському університеті
- Артур Мілнс Маршалл, професор зоології в коледжі Оуенс, Манчестер (1879–93)
- Вільям Тернер Тізелтон-Даєр, помічник директора, Королівський ботанічний сад, Кью
- Вільям Бенджамін Карпентер
- Джордж Олман, почесний професор природничої історії Единбурзького університету
- Джон Меррей, директор експедиції Челленджер

Морська біологічна асоціація Сполученого Королівства була створена на зборах, що відбулися в залах Королівського товариства в Лондоні 31 березня 1884 року. Були присутні всі, крім двох підписантів резолюції 1883 року, а також деякі інші вчені. До цього часу професора Гакслі вдалося переконати підтримати, і він був обраний першим президентом асоціації, а Рей Ланкестер — почесним секретарем.

## Президенти та директори
MBA керується радою, яку очолює президент. Директор MBA несе відповідальність за повсякденне управління асоціацією.

### Президенти
З 1884 року МВА очолювало п'ятнадцять президентів.:
- Томас Генрі Гакслі (1884—1890)
- Сер Едвін Рей Ланкестер (1890—1929)
- Волтер Гіннесс, 1-й барон Мойн (1930—1939)
- Джордж Паркер Біддер (1939—1945)
- Сер Джеймс Грей (1945—1955)
- Арчибальд Гілл (1955—1960)
- Карл Пантін (1960—1966)
- Сер Алан Годжкін (1966—1976)
- Джон Закарі Янг (1976—1986)
- Джеймс Лавлок (1986—1990)
- Сер Кріспін Тікелл (1990—2001)
- Сер Ніл Чалмерс (2002—2007)
- Сер Говард Далтон (2007—2008)
- Сер Джеффрі Голланд (2008—2014)
- Сер Джон Беддінгтон (2014—2019)
- Джилл Райдер (2019–теперішній час)[10]

### Директори
З моменту заснування Морської біологічної асоціації було чотирнадцять директорів:
- 1884—1888: Волтер Гіп FRS
- 1888—1890: Гілберт Чарльз Борн FRS
- 1890—1892: Вільям Ледбеттер Колдервуд
- 1892—1894: Едвард Джеремія Блес
- 1894—1936: Едгар Джонсон Аллен FRS
- 1936—1945: Стенлі Веллс Кемп FRS
- 1945—1965: сер Фредерік С. Рассел FRS
- 1965—1974: сер Джеймс Ерік Сміт FRS
- 1974—1987: сер Ерік Джеймс Дентон FRS
- 1987—1999: Майкл Вітфілд
- 1999—2007: Стівен Дж. Гокінс
- 2007—2017: Колін Браунлі
- 2017—2018: Метью Т. Фрост
- 2018-- : Вільям Г. Вілсон[11]